# Улица Эрглю (Рига)
Улица Э́рглю (латыш. Ērgļu iela — «Орлиная») — улица в Центральном районе города Риги, в Гризинькалнсе. Начинается от улицы Александра Чака, пересекает улицу Кришьяня Барона, проходит вдоль Дома спорта «Даугава», далее поворачивает направо и заканчивается тупиком.
Общая длина улицы составляет 473 метра. На всём протяжении имеет асфальтовое покрытие. Общественный транспорт по улице не курсирует, однако с 1980-х годов существует проект прокладки по улице Эрглю трамвайной линии от улицы Кришьяня Барона до улицы Александра Чака, с дальнейшим выходом на Земитанский мост и продолжением до Пурвциемса и Плявниеков. До настоящего времени проект не воплощён, но и не отвергнут.

## История
Упоминается с начала XX века, первоначально без названия; соединяла Новую улицу (ныне Александра Чака) с Александровской (ныне Бривибас). С 1908 года в адресных книгах г. Риги — под названием Сергеевская улица (латыш. Sergejeva iela) — по посвящению старейшего из храмов расположенного рядом Свято-Троицкого Сергиева монастыря; с 1923 — латыш. Sergeja iela. Современное название, которое больше не изменялось, улица носит с 1961 года.

## Примечательные объекты
- Спортивный квартал
- Рижский Дворец школьников, бывшее духовное училище
- Дом спорта «Даугава»